# Chalon (Isère)
Chalon, antes conocida como Châlons, es una población y comuna francesa, en la región de Ródano-Alpes, departamento de Isère, en el distrito de Vienne y cantón de Beaurepaire.

## Demografía
| 63 | 55 | 61 | 134 | 163 | 162 |
| Para los censos de 1962 a 1999 la población legal corresponde a la población sin duplicidades (Fuente: INSEE [Consultar]) |    |    |     |     |     |